# Рада (тижневик)
«Рада» — тижневик у Львові у 1925 — 1934 pp., орган діячів колишньої «незалежної групи» Української Народної Трудової Партії, а з жовтня 1925 їхньої окремої фракції у складі УНДО; з 1927 «політичний орган незалежної думки» Української Партії Праці.
Підтримуючи політику Євгена Петрушевича, «Рада» орієнтувалася на УССР і була активним пропаґатором совєтофільства в Галичині.
Ред. до 1930 — В. Будзиновський і Г. Микетей, з 1930 — Л. Петрушевич; заборонена польською адміністрацією.
«Рада» — політично-інформаційний тижневик, виходив у Чернівцях 1934 — 1938 pp., «Р.» стояла на платформі Української Нац. Партії в Румунії і була речником реальної політики української спільноти на Буковині; ред. Юрій Сербинюк.